# Bochumer Themen
Die Bochumer Themen sind filmische Jahresberichte der Stadtverwaltung Bochum. Die Filmreihe gibt es chronologisch seit 1953. Der Film erscheint jeweils zu Beginn des Folgejahres.

## Geschichte
Die Idee einer filmischen Darstellung der Ereignisse in der Stadt kam in den frühen 1950er auf. Im Jahr 1953 wurde dann die „Bochumer Jahresschau 1953“ produziert. Am 28. Januar 1954 wurde dann den Bochumer Kommunalpolitikern der Verwaltungsbericht der Stadt für das vergangene Jahr präsentiert. Der Film führte früher auch den Untertitel „Rechenschaftsbericht des Rates und der Stadtverwaltung“.
Die Filme waren zuerst in Schwarz-Weiß gedreht. Seit den 1970er-Jahren erschienen sie in Farbe. Der Name Bochumer Themen wird seit 1978 verwendet. Die erste Zusammenfassung entstand zum 50. Jubiläum: „Bochum – ein halbes Jahrhundert Stadtgeschichte“.

## Einzelfilme
Aus dem Filmmaterial bzw. dem Bonusmaterial der Filme wurden auch Einzelfilme produziert:
- 70 Jahre Bochumer Themen, eine Zusammenfassung von Ausschnitten der Jahresschauen von 1953 bis 2002
- 75 Jahre Rathaus Bochum
- Opel in Bochum, Ausschnitte aus den Jahresschauen von 1960 bis 2017
- Bochumer Südwesten von Oben
- Unter Uns, ein Film über den U-Bahn-Bau in Bochum

## Verfügbarkeit
Als Erste bekommen die Bochumer Ratsmitglieder den Film präsentiert. Im Archivkino des Stadtarchiv Bochum wird dann Ende Februar die aktuellen Bochumer Themen des Vorjahres gezeigt, und im Dezember der Jahresfilm von vor 50 Jahren.
Weiterhin können die Filme bei vorheriger Anmeldung im Stadtarchiv angesehen werden. In der Stadtbücherei Bochum sind die Filme der letzten 20 Jahre zum Ausleihen vorhanden. Auch käuflich kann man die Filme beim Bürgerbüro und bei dem Stadtarchiv erwerben.
Die Bochumer Themen werden seit 2020 auch auf Youtube eingestellt.